# Thaumasiochaeta variegata
Thaumasiochaeta variegata är en tvåvingeart som först beskrevs av Stein 1911.  Thaumasiochaeta variegata ingår i släktet Thaumasiochaeta och familjen husflugor. Inga underarter finns listade i Catalogue of Life.